# Campionato brasiliano di rugby a 15 2014
Il Campionato Brasiliano di Rugby 2014 (Campeonato Brasileiro de Rugby de 2014) o Super 10 è stata una competizione promossa dalla CBRu (Confederação Brasileira de Rugby) e vede per la quarta volta la partecipazione di dieci squadre.

Il titolo di Campione del Brasile per la prima volta lo ha conquistato la squadra paranaense del Curitiba Rugby Clube di Curitiba battendo in finale la squadra paulistana del São José Rugby Clube di São José dos Campos.

## Squadre partecipanti
|  | Squadra           | Città               | Stato               |
|  | Armstrong Dragons | Natal               | Rio Grande do Norte |
|  | Band Saracens     | San Paolo           | San Paolo           |
|  | Curitiba          | Curitiba            | Paraná              |
|  | Desterro          | Florianópolis       | Santa Catarina      |
|  | Farrapos          | Bento Gonçalves     | Rio Grande do Sul   |
|  | Niterói           | Niterói             | Rio de Janeiro      |
|  | Pasteur           | San Paolo           | San Paolo           |
|  | Rio Branco        | San Paolo           | San Paolo           |
|  | São José          | São José dos Campos | San Paolo           |
|  | SPAC              | San Paolo           | San Paolo           |

## Formula del torneo
La CBRu (Confederação Brasileira de Rugby) ha deciso, per ridurre i costi di gestione del torneo, di riportare le squadre partecipanti al campionato del 2015 a 8 squadre. Pertanto vi saranno due retrocessioni alla seconda divisione che da quest'anno si chiamerà Taça Tupi e uno spareggio tra l'ottava classificata e la vincitrice della Taça Tupi. Per assegnare il titolo alla fine della stagione regolare le prime quattro squadre disputeano le semifinali (la prima contro la quarta e la seconda contro la terza). Le vincitrici delle semifinali disputano la finale.

## Prima fase

### Risultati
|           | 1ª giornata                |       |
| --------- | -------------------------- | ----- |
| 19-7-2014 | Band Saracens — Rio Branco | 55-24 |
| 19-7-2014 | Farrapos — A. Dragons      | 25-10 |
| 19-7-2014 | Pasteur — Desterro         | 8-11  |
| 19-7-2014 | São José — Curitiba        | 18-11 |
| 19-7-2014 | SPAC — Niterói             | 62-5  |

|           | 4ª giornata                |       |
| --------- | -------------------------- | ----- |
| 16-8-2014 | A. Dragons — Band Saracens | 29-10 |
| 16-8-2014 | Curitiba — SPAC            | 27-0  |
| 16-8-2014 | Desterro — São José        | 12-51 |
| 16-8-2014 | Farrapos — Pasteur         | 35-11 |
| 16-8-2014 | Rio Branco — Niterói       | 24-11 |

|           | 7ª giornata             |       |
| --------- | ----------------------- | ----- |
| 13-9-2014 | A. Dragons — SPAC       | 8-40  |
| 13-9-2014 | Band Saracens — Niterói | 50-21 |
| 13-9-2014 | Farrapos — Desterro     | 28-45 |
| 13-9-2014 | Pasteur — Curitiba      | 5-29  |
| 13-9-2014 | São José — Rio Branco   | 52-0  |

|           | 2ª giornata              |       |
| --------- | ------------------------ | ----- |
| 26-7-2014 | A. Dragons — São José    | 14-36 |
| 26-7-2014 | Curitiba — Rio Branco    | 31-0  |
| 26-7-2014 | Desterro — Niterói       | 52-8  |
| 26-7-2014 | Farrapos — Band Saracens | 27-20 |
| 26-7-2014 | Pasteur — SPAC           | 11-13 |

|           | 5ª giornata              |       |
| --------- | ------------------------ | ----- |
| 23-8-2014 | Niterói — A. Dragons     | 12-73 |
| 23-8-2014 | Rio Branco — Farrapos    | 12-26 |
| 23-8-2014 | São José — Pasteur       | 46-13 |
| 23-8-2014 | SPAC — Desterro          | 28-17 |
| 30-8-2014 | Curitiba — Band Saracens | 22-0  |

|           | 8ª giornata              |       |
| --------- | ------------------------ | ----- |
| 27-9-2014 | Band Saracens — São José | 18-29 |
| 27-9-2014 | Curitiba — A. Dragons    | 38-9  |
| 27-9-2014 | Niterói — Pasteur        | 8-52  |
| 27-9-2014 | Rio Branco — Desterro    | 5-56  |
| 27-9-2014 | SPAC — Farrapos          | 20-14 |

|          | 3ª giornata              |       |
| -------- | ------------------------ | ----- |
| 2-8-2014 | Band Saracens — Desterro | 0-63  |
| 2-8-2014 | Niterói — Curitiba       | 0-54  |
| 2-8-2014 | Pasteur — A. Dragons     | 30-29 |
| 2-8-2014 | São José — Farrapos      | 34-10 |
| 2-8-2014 | SPAC — Rio Branco        | 40-12 |

|          | 6ª giornata           |       |
| -------- | --------------------- | ----- |
| 6-9-2014 | Curitiba — Farrapos   | 22-7  |
| 6-9-2014 | Desterro — A. Dragons | 24-8  |
| 6-9-2014 | Niterói — São José    | 0-85  |
| 6-9-2014 | Rio Branco — Pasteur  | 5-66  |
| 6-9-2014 | SPAC — Band Saracens  | 31-22 |

|           | 9ª giornata             |       |
| --------- | ----------------------- | ----- |
| 4-10-2014 | A. Dragons — Rio Branco | 40-12 |
| 4-10-2014 | Desterro — Curitiba     | 3-25  |
| 4-10-2014 | Farrapos — Niterói      | 39-11 |
| 4-10-2014 | Pasteur — Band Saracens | 24-67 |
| 4-10-2014 | São José — SPAC         | 22-17 |

### Classifica
|  |     | Squadra           | G | V | N | P | PF  | PS  | P±   | BM | BS | Pt |
|  | --- | ----------------- | - | - | - | - | --- | --- | ---- | -- | -- | -- |
|  | 1.  | São José          | 9 | 9 | 0 | 0 | 373 | 95  | 278  | 7  | 0  | 43 |
|  | 2.  | Curitiba          | 9 | 8 | 0 | 1 | 259 | 42  | 217  | 6  | 1  | 39 |
|  | 3.  | SPAC              | 9 | 7 | 0 | 2 | 251 | 138 | 113  | 5  | 0  | 33 |
|  | 4.  | Desterro          | 9 | 6 | 0 | 3 | 263 | 16  | 247  | 4  | 0  | 28 |
|  | 5.  | Farrapos          | 9 | 5 | 0 | 4 | 211 | 26  | 185  | 5  | 1  | 26 |
|  | 6.  | Pasteur           | 9 | 3 | 0 | 6 | 221 | 243 | −22  | 3  | 2  | 17 |
|  | 7.  | Band Saracens     | 9 | 3 | 0 | 6 | 242 | 251 | −9   | 3  | 1  | 16 |
|  | 8.  | Rio Branco        | 9 | 1 | 0 | 8 | 94  | 377 | −283 | 0  | 6  | 10 |
|  | 9.  | Niterói           | 9 | 0 | 0 | 9 | 76  | 491 | −415 | 0  | 0  | 0  |
|  | 10. | Armstrong Dragons | 9 | 3 | 0 | 6 | 220 | 227 | −7   | 4  | 1  | 17 |

La squadra degli Armstrong Dragons viene retrocessa all'ultimo posto per aver, in varie partite, utilizzato giocatori non regolarmente tesserati.
- Niterói e Armstrong Dragons retrocesse in seconda divisione
- Rio Branco allo spareggio contro la vincitrice della Taça Tupi

## Fase a play-off
|  | Semifinali | Semifinali | Semifinali |          |          | Finale   | Finale | Finale |  |
|  |            |            |            |          |          |          |        |        |  |
|  | São José   | São José   | 22         |          |          |          |        |        |  |
|  | São José   | São José   | 22         |          |          |          |        |        |  |
|  | Desterro   | Desterro   | 13         |          |          |          |        |        |  |
|  | Desterro   | Desterro   | 13         |          | São José | São José | 10     |        |  |
|  |            |            |            |          | São José | São José | 10     |        |  |
|  |            |            | Curitiba   | Curitiba | 19       |          |        |        |  |
|  | Curitiba   | Curitiba   | Curitiba   | Curitiba | 19       | 19       |        |        |  |
|  | Curitiba   | Curitiba   |            |          |          |          |        |        |  |
|  | SPAC       | SPAC       | 3          |          |          |          |        |        |  |

### Semifinali
| San Paolo 2 novembre 2014 | São José | 22 – 13 referto | Desterro | Estádio Nicolau Alayon |

| San Paolo 2 novembre 2014 | Curitiba | 22 – 3 referto | SPAC | Estádio Nicolau Alayon |

### Finale
| Arbitro: | Xavier Vouga |

|            |      |                   |
| 23’ Carozo | mt   | 54’ Dom 64’ Vitão |
| 23’ Grilo  | tr   |                   |
| 38’ Grilo  | c.p. | 5’, 11’, 21’ Dani |

### Spareggio per l'ammissione al campionato 2015
| Jacareí 9 novembre 2014 | Jacareí | 33 – 10 referto | Rio Branco | Campo do Balneário |

- Jacareí Rugby promossa al Super8 2015
- Rio Branco retrocessa in seconda divisione